# Куринга
Куринга (итал. Curinga) — коммуна в Италии, располагается в регионе Калабрия, подчиняется административному центру Катандзаро.
Население составляет 6704 человека (на 2004 г.), плотность населения составляет 129,2 чел./км². Занимает площадь 51,47 км². Почтовый индекс — 88022. Телефонный код — 0968.
Покровителем населённого пункта считается святой апостол Андрей. Праздник ежегодно празднуется 30 ноября.